# Juliénas
Juliénas település Franciaországban, Rhône megyében. Lakosainak száma 883 fő (2022. január 1.). Juliénas Cenves, Chénas, La Chapelle-de-Guinchay, Pruzilly, Saint-Amour-Bellevue, Émeringes és Jullié községekkel határos.

## Népesség
A település népességének változása:
| Lakosok száma | 853  | 895  | 937  | 909  | 906  | 899  | 886  | 885  | 883  |
|               | 2013 | 2015 | 2016 | 2017 | 2018 | 2019 | 2020 | 2021 | 2022 |